# Côtes du Ventoux

Eine Übersicht der einzelnen Appellationen des Weinbaugebiets Rhône. Zoom A zeigt die südlich gelegenen Appellationen bei Avignon und Zoom B stellt die nahe Lyon gelegenen Weinbaugebiete dar. Die Appellation Côtes du Ventoux ist im Zoom A dargestellt

Côtes du Ventoux ist ein Weinbaugebiet im südlichen Abschnitt der Weinbau-Region Rhône. Die Appellation, die seit dem 27. Juli 1973 den Status einer Appellation d’Origine Contrôlée (kurz AOC) hat, ist nach dem 1909 Meter hohen Mont Ventoux benannt. Die Weinberge umfassen ca. 5.700 Hektar Rebfläche und liegen in 51 Gemeinden am orographisch linken Ufer der Rhone, jedoch einige Kilometer landeinwärts. Das Gebiet erstreckt sich innerhalb des Départements Vaucluse zwischen Vaison-la-Romaine im Norden und Apt im Süden. Die mittlere Erntemenge liegt bei 305.000 Hektoliter/Jahr. Ca. 56 % der produzierten Weine sind Rotweine, auf Rosèweine entfallen 38 % und die verbleibenden 6 % sind Weißweine.

## Geschichte
Ausgrabungen bei Mazan belegen, dass Weinbau bereits seit 70 v. Chr. in der Region betrieben wurde. Aber erst mit dem Interesse der großen Klöster im Mittelalter beleben die Mönche die Qualitätsbestrebungen im Weinbau. Die Region der Côtes du Ventoux profitiert insbesondere zwischen den Jahren 1309 bis 1414 von der Anwesenheit der Päpste in Avignon (Avignonesisches Papsttum).
Die französischen Königshäuser taten das Ihrige, die Vielfalt der Weinbaugebiete bekannt zu machen.
Als in den 1930er Jahren das System der Appellationen eingeführt wurde, setzte man 1939 in der Region Côtes du Ventoux eine Interessengemeinschaft zur Förderung der Weinqualität ein. Das Weinbaugebiet wurde am 20. Dezember 1951 zum Vin Délimité de Qualité Supérieure (VDQS) und schließlich am 27. Juli 1973 zur Appellation erklärt.

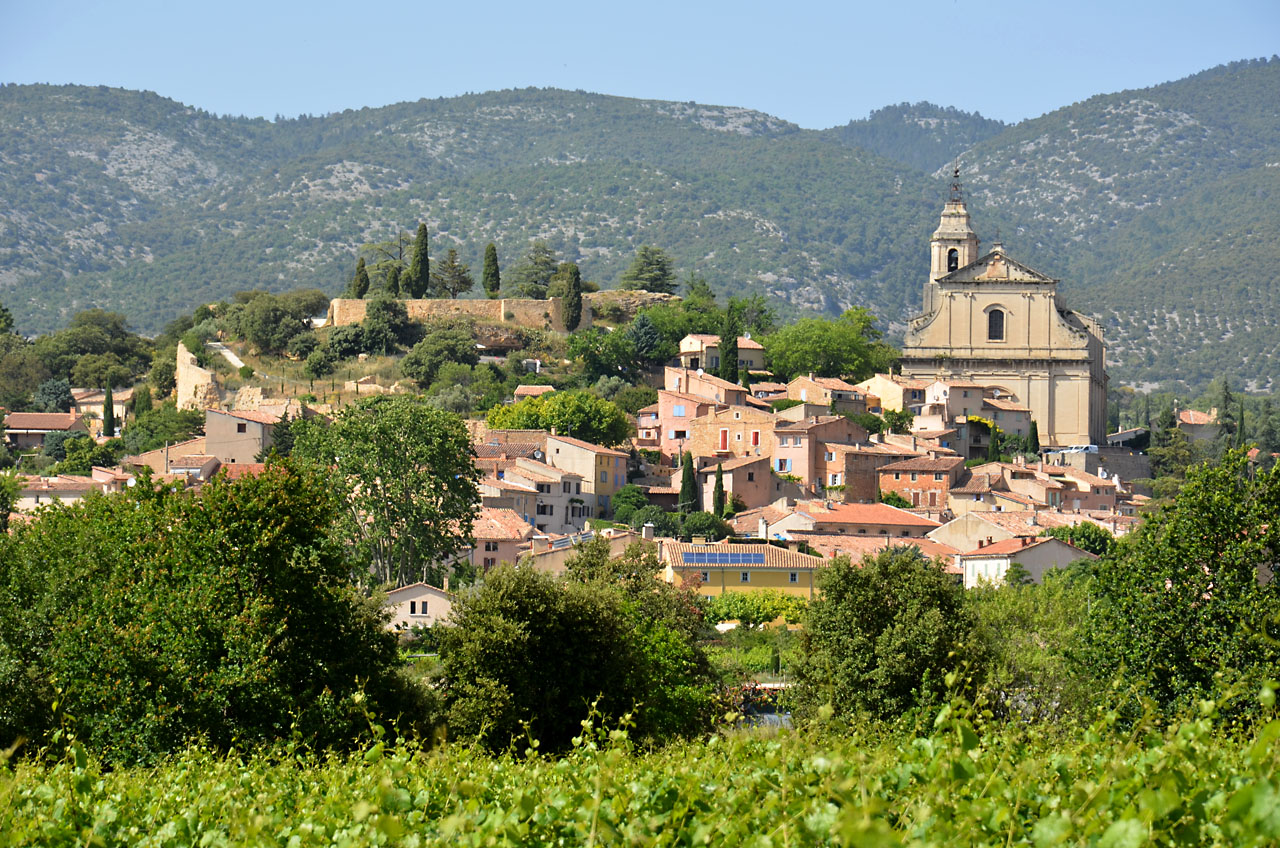
Weinanbau bei Bedoin

## Wein und Rebsorten
Der Rotwein wird aus den Rebsorten Grenache Noir, Syrah, Cinsault und Mourvèdre und maximal 30 % Carignan hergestellt. Die Rotweine sind in der Regel granatrot, nicht zu schwer, fruchtig und duftig. Gute Weingüter bringen jedoch durchaus sehr gehaltvolle Weine auf den Markt.
Für den Roséwein gilt der gleiche Rebsortenmix.
Der Weißwein enthält Clairette, Bourboulenc und Grenache Blanc, sowie maximal 30 %  Roussanne.
Die Ertragsbeschränkung liegt generell bei 50 Hektoliter/Hektar. Die Weine müssen einen Mindestalkoholgehalt von elf Volumenprozent aufweisen.
Seit dem 15. November 1967 darf der Côtes du Ventoux auch als Primeur-Wein, also als sehr junger Wein vermarktet werden. Für diesen gelten ebenfalls die beschriebenen Anbaubedingungen.

## Die 51 zugelassenen Gemeinden
Apt, Aubignan, Beaumettes, Beaumont-du-Ventoux, Bédoin, Blauvac, Bonnieux, Cabrières-d’Avignon, Caromb, Carpentras, Caseneuve, Crestet, Crillon-le-Brave, Entrechaux, Flassan, Fontaine-de-Vaucluse, Gargas, Gignac, Gordes, Goult, Joucas, Lagnes, La Roque-sur-Pernes, Le Barroux, Le Beaucet, Lioux, Loriol-du-Comtat, Malaucène, Malemort-du-Comtat, Maubec, Mazan, Méthamis, Modène, Mormoiron, Murs, Pernes-les-Fontaines, Robion, Roussillon, Rustrel, Saignon, Saumane-de-Vaucluse, Saint-Didier, Saint-Hippolyte-le-Graveyron, Saint-Martin-de-Castillon, Saint-Pantaléon, Saint-Pierre-de-Vassols, Saint-Saturnin-lès-Apt, Venasque, Viens, Villars und Villes-sur-Auzon.